# Jurema, Ceará

Jurema ligger i kommunen Caucaia, vars läge i delstaten Ceará är markerat.

Jurema är ett distrikt i nordöstra Brasilien och ligger i delstaten Ceará, nära Fortaleza vid atlantkusten. Jurema är belägen i kommunen Caucaia i Fortalezas storstadsområde, och utgör en del av Caucaias centralort.

## Befolkningsutveckling
| Område           | Areal (km²)   | Invånarantal 1 augusti 2000 | Invånarantal 1 augusti 2010 |
| ---------------- | ------------- | --------------------------- | --------------------------- |
| Kommunen Caucaia | 1 227,90      | 250 479                     | 324 738                     |
| ...varav Jurema  | Ingen uppgift | 109 314                     | 129 276                     |